# Zlatni dvori (televizijska serija)
Zlatni dvori su hrvatska telenovela nastala prema ideji Branka Ivande. Kreativni producent i redatelj je Dražen Žarković, a producentica je Sanja Tucman. Branko Ružić je autor teksta, dok je glavni pisac Ivan Delaš. Snimanje serije krenulo je sredinom lipnja, a emitiranje je počelo 6. rujna 2016. na Novoj TV. Za razliku od svojih prethodnica koje su se emitirale u dnevnom ritmu od ponedjeljka do petka, serija se emitirala od ponedjeljka do srijede u 22:15 h. Posljednji nastavak prikazan je 7. lipnja 2017.

## Radnja
Petar Begovac je mladić koji se neuspješno okušao u pravu i medicini, ali svoje vrijeme najradije posvećuje glazbi. Sin je bogatog poduzetnika Vinka Begovca i njegove voljene žene Irene, prave gradske dame, te ima i mlađu sestru Martinu, studenticu koja boravi u Londonu. Najbolji je prijatelj Ivana Đurđevića, sina Ireninih i Vinkovih svadbenih kumova koji su preminuli u prometnoj nesreći dok je Ivan još bio srednjoškolac. Ivan je, za razliku od Petra, Vinkov vjerni pomoćnik, zainteresiran za građevinu. Međutim, iako mu je Petar sušta suprotnost ova su dvojica najbolji prijatelji od malih nogu.
Jednog dana njih dvojica završe u Slavoniji, na svadbi u restoranu Vinkovog poslovnog partnera Nikole. Na putu zamalo dođe do nesreće: ispred auta, kojim je Petar upravljao u tom trenutku, odjednom se pojavi djevojka na konju. Ubrzo se sazna da je riječ o Ani Galović, konobarici u Nikolinom restoranu, koja živi s ocem Antunom i djedom Jozom. Spletom okolnosti, Ana umalo strada u požaru u štali, no Petar ju spasi na vrijeme i između dvoje mladih rodi se ljubav.
No, njihovoj novorođenoj ljubavi na put staje Petrova razmažena zaručnica Nera (Petra Kraljev), netalentirana pjevačica narodne glazbe. Njen otac Fedor u poslovnom je odnosu s Vinkom i Nikolom, te bi njihov poslovni odnos mogao doći svome kraju ako Petar otkaže zaruke s Nerom. Petar tada sa svojom majkom sklapa pakt - u tri mjeseca mora od Ane napraviti glazbenu zvijezdu. Ako mu to pođe za rukom, moći će voditi samostalan život bez ikakvog upletanja u Vinkove poslove. Ako ne uspije, mora se vratiti u Vinkovu firmu i zarađivati za život.

## Glazba
Uvodnu špicu serije pjevaju Colonia i Slavonia band, kojima je ovo prva zajednička pjesma nakon hita "Gukni golube". Tekst ove, kao i tekst drugih pjesama nastalih za seriju, napisala je Valerija Đurđević, a glazbu i aranžman za uvodnu špicu radio je Boris Đurđević.

## Glumačka postava
| Glumac/ica      | Lik                           |
| --------------- | ----------------------------- |
| Katarina Baban  | Ana Begovac (djev. Galović)   |
| Matko Knešaurek | Petar Begovac                 |
| Petra Kraljev   | Nera Vidić                    |
| Ivan Herceg     | Mladen Kozarac                |
| Petra Dugandžić | Kata Blažević (djev. Kozarac) |
| Ecija Ojdanić   | Irena Begovac (djev. Vraz)    |
| Milan Štrljić   | Vinko Begovac                 |
| Robert Kurbaša  | Nikola Rakitić                |
| Tamara Šoletić  | Žana Zlokić                   |
| Dijana Vidušin  | Mara Veselica (djev. Rakitić) |
| Mladen Kovačić  | Domagoj Veselica              |
| Darko Milas     | Antun Galović                 |
| Sandra Lončarić | Vesna Galović                 |
| Hrvoje Barišić  | Zvonko "Zvone" Blažević       |
| Lana Ujević     | Martina Begovac               |
| Jan Kerekeš     | Ivan Đurđević                 |
| Helena Buljan   | Helena Vraz                   |
| Duško Valentić  | Joza Galović                  |
| Danko Ljuština  | Veljko Holcer                 |
| Tonka Kovačić   | Lola Veselica                 |
| Martin Lugarić  | Janko Veselica                |
| Ana Majhenić    | Eva Kozarac †                 |
| Lujo Kunčević   | Jan Weltrusky                 |

### Gostujuće uloge
| Glumac/ica             | Lik                         |
| ---------------------- | --------------------------- |
| Marko Torjanac         | Fedor Vidić †               |
| Draško Zidar           | inspektor Đuka Balenović    |
| Tomislav Krstanović    | policajac Slavomir "Slavko" |
| Sara Moser             | Ivica                       |
| Željko Šestić          | Tomislav                    |
| Anita Schmidt          | Sonja                       |
| Hrvoje Klobučar        | Dalibor                     |
| Zlatko Ožbolt          | Goran                       |
| Martina Stjepanović    | Slavica                     |
| Robert Ugrina          | Mislav                      |
| Vladimir Posavec Tušek | Željko                      |
| Renne Gjoni            | Adam                        |
| Velimir Čokljat        | Francesco del Bianco        |
| Ivana Krizmanić        | Ravnateljica vrtića         |
| Šime Zanze             | Radnik                      |
| Marko Hergešić         | Svećenik                    |
| Robert Roklicer        | Izbacivač                   |
| Predrag Petrović       | Doktor Gaćina               |
| Željko Duvnjak         | Ivan Gudić                  |
| Ivica Gunjača          | Marijan Orešković           |
| Ivan Magud             | Novinar                     |
| Ivica Pucar            | Krešimir Bužimski           |
| Alen Šalinović         | Doktor                      |
| Đorđe Kukuljica        | Recepcioner u Spa Centru    |
| Krunoslav Belko        | Agent USKOK-a               |
| Karmen Sunčana Lovrić  | Medicinska sestra           |
| Siniša Ružić           | Vlasnik restorana           |
| Dunja Šepčić Bogner    | Katina mušterija            |
| Barbara Vicković       | Daniela                     |
| Tomislav Ćurković      | Poslovni partner            |
| Biserka Ipša           | Leticija del Bianco         |
| Matija Jakšeković      | Ovršitelj                   |
| Josipa Pavičić         | Novinarka                   |
| Branko Smiljanić       | Sudac na dražbi             |
| Zlatan Zuhrić          | Bajker                      |
| Sanja Drakulić         | Susjeda                     |
| Goran Grgić            | Službenik za koncesiju      |
| Adrian Hajsok          | Mali pacijent               |
| Josip Klobučar         | Veterinar                   |
| Miran Kurspahić        | Gost u birtiji              |
| Šiško Horvat Majcan    | Vjeko Gašparac              |
| Nikša Marinović        | Ivanov poslovni partner     |
| Luka Peroš             | Doktor                      |
| Matija Prskalo         | Žena na groblju             |
| Asim Ugljen            | Domagojev kolega            |
| Hrvoje Zalar           | Filip Pauletić              |

## Međunarodna emitiranja
| Zemlja | TV mreža               | Premijera serije    | Kraj serije         |
| ------ | ---------------------- | ------------------- | ------------------- |
|        | Nova TV                | 6. rujna 2016.      | 7. lipnja 2017.     |
|        | OBN televizija, RTV BN | 31. listopada 2016. | 13. lipnja 2017.    |
|        | Sitel                  | 13. ožujka 2017.    | 29. listopada 2017. |

## Vanjske poveznice
- Zlatni dvori u internetskoj bazi filmova IMDb-a
- Zlatni dvori na službenim stranicama Nove TV